# Suddenly I See
Suddenly I See (engl. für Plötzlich erkenne ich es) ist ein Popsong der britischen Musikerin KT Tunstall aus ihrem Debütalbum Eye to the Telescope. Er wurde im August 2005 als dritte (in den Vereinigten Staaten zweite) Singleauskopplung veröffentlicht und erreichte Platz zwölf in den britischen Singlecharts. Das Stück ist Tunstalls einziger Top-50-Hit in Australien, wo es Platz sechs erreichte und die Single für 35.000 verkaufte Einheiten mit Gold ausgezeichnet wurde. Zudem ist der Song mit 20.000 verkauften Einheiten und einer Platinauszeichnung nach Verkaufszahlen die erfolgreichste Singleveröffentlichung der Sängerin in Kanada.

## Komposition und Text
Das Lied ist von der US-amerikanischen Musikerin Patti Smith inspiriert und befasst sich mit weiblicher Stärke. Im Text beschreibt Tunstall nach eigener Aussage, wie sie beim Betrachten des Covers des Albums Horses dazu inspiriert wurde, eine musikalische Karriere zu bestreiten. Stilistisch wird das Lied als eine Mischung aus Blues, Country und Pop beschrieben.

## Einsatz in den Medien
Suddenly I See ist im Film Der Teufel trägt Prada zu hören, nicht jedoch auf dem veröffentlichten Soundtrack enthalten. Tunstall selbst äußerte, sich nicht hätte vorstellen zu können, dass das Lied in einen „Frauenfilm“ („chick flick“) passe und sie dahingehend verstanden werden könne, dass sie ein „verdammtes Model“ („fucking model“) sein wolle. Ebenso ist das Lied im Film Blind Dating zu hören. Das Stück wird auch in Folge sieben der zweiten Staffel von Criminal Minds verwendet.
Der Song war für die Kampagne zu Hillary Clintons Kandidatur bei den Vorwahlen zur Präsidentschaftswahl in den Vereinigten Staaten 2008 in Betracht gezogen worden. Er wurde in verschiedenen Ländern in Fernsehwerbungen eingesetzt, so beispielsweise für Walmart in der Vereinigten Staaten und Nestea in Deutschland.

## Kommerzieller Erfolg

### Chartplatzierungen
| ChartsChartplatzierungen       | Höchstplatzierung | Wochen |
| ------------------------------ | ----------------- | ------ |
| Deutschland (GfK)              | 89 (9 Wo.)        | 9      |
| Österreich (Ö3)                | 48 (18 Wo.)       | 18     |
| Schweiz (IFPI)                 | 49 (19 Wo.)       | 19     |
| Vereinigte Staaten (Billboard) | 21 (30 Wo.)       | 30     |
| Vereinigtes Königreich (OCC)   | 12 (31 Wo.)       | 31     |

| ChartsJahrescharts (2005)    | Platzierung |
| ---------------------------- | ----------- |
| Vereinigtes Königreich (OCC) | 69          |

### Auszeichnungen für Musikverkäufe
| Land/Region                  | Auszeichnungen für Musikverkäufe (Land/Region, Auszeichnung, Verkäufe) | Verkäufe  |
| ---------------------------- | ---------------------------------------------------------------------- | --------- |
| Australien (ARIA)            | Gold                                                                   | 35.000    |
| Brasilien (PMB)              | Gold                                                                   | 30.000    |
| Italien (FIMI)               | Gold                                                                   | 50.000    |
| Kanada (MC)                  | Platin                                                                 | 20.000    |
| Neuseeland (RMNZ)            | Platin                                                                 | 30.000    |
| Spanien (Promusicae)         | Gold                                                                   | 30.000    |
| Vereinigtes Königreich (BPI) | 2× Platin                                                              | 1.200.000 |
| Insgesamt                    | 4× Gold · 4× Platin ·                                                  | 1.395.000 |